# Dva kralja
Dva kralja (engl. Pair of Kings) je američki televizijski sitkom prikazivan na Disney XD kablovskom kanalu. Kreiran je od strane Dena Krosa i Dejvida Hodža te su glavni glumci Mitčel Muso i Dok Šan. Serija je počela sa produkcijom 15. februara 2010, čime dva glavna glumca odlaze zajedno sa serija Hannah Montana i Ugodan život na palubi, oba od Diznija, te počevši sa premijerom 10. septembra 2010. na Disney XD kanalu. Emisija se snima pred publikom uživo.
Dana 20. novembra 2010, Disney XD je objavio da će Dva kralja dobiti i drugu sezonu koja je premijeru dobila 13. juna 2011.

## Premisa
Serija se fokusira na dva brata: Bredija (Mitčel Muso) i Bumera (Dok Šan), dva 16-godišnja blizanca koga su odgojile njihove tetke i ujak u Čikagu u normalnim uslovima i životu. Ali, kada Mejson (Dženo Sedžers, kraljevski savetnik trona otoka Kinkou, dođe u njihovu srednju školu, saznaju da su oni naslednici trona tog ostrva, a nakon što Mejson kaže Brediju i Bumeru o njihovoj porodičnoj lozi, shvataju da će se njihovi životi drastično promeniti.
Nakon što su sve to otkrili, braća se premeštaju na američko ostrvo Kinkou (koji je deo Polinezije) da bi prisvojili svoje uloge kao kraljevi nacije tok ostrva, koji ima mnogo neobičnih pravila i praznoverja - dok u isto vreme pokušavaju da proizvedu što manje problema. Zapravo, stariji blizanac je trebao da vlada sam, ali pošto su izgubljeni podaci o tome koji je blizanac stariji (Bredi ili Bumer), oba vladaju zajedno. Bumoru i Brediju pomaže Mikajla (Kelsi Čou), Mejsonova tinejdžerska ćerka, dok Leni (Rajan Očoua radi sve da bi sabotirao kraljeve i preuzeo tron.

## Popis likova

### Glavni likovi
- Mitčel Muso kao jedan od kraljeva - "Duk Bredi" ostrva Kinkou
- Dok Šan kao još jedan kralj - "Duk Bumer" ostrva Kinkou
- Kelsi Čou kao Mikajla Makula
- Rajan Očoua kao Leni Parker
- Dženo Sedžers kao Mejson Makula

### Sporedni likovi
- Tičina Arnold kao tetka Nensi
- Džon Erik Bentli kao ujak Bil
- Vinsent Pastor kao glas Jamakošija
- Martin Klebba as Hibachi
- Dog Broču kao Ugl
- Lesli-En Hef kao Aerosol, vođa sirena
- Medison Rajli kao Amazonija
- Veliki Khali kao džin Atog
- Logan Brauning kao Rebeka "Fenomenalna" Doson
- Dejvis Klivlend kao Čaunsi

## Spoljašnje veze
- Dva kralja на веб-сајту  (језик: енглески)
- Pair of Kings на веб-сајту  (језик: енглески)